# FK Simurq Zaqatala
FK Simurq Zaqatala este o echipă de fotbal din Zaqatala, Azerbaijan.

## Lotul actual de jucători (2009-2010)
Din 1 septembrie, 2009.
| Nr. |             | Poziție | Jucător             |
| --- | ----------- | ------- | ------------------- |
| 2   | Georgia     | F       | Teymuraz Gongadze   |
| 3   | Azerbaidjan | F       | Rasim Ramaldanov    |
| 4   | Ucraina     | F       | Alexandr Malygin    |
| 5   | Azerbaidjan | F       | Sergey Sokolov      |
| 7   | Letonia     | M       | Genādijs Soloņicins |
| 8   | Ucraina     | M       | Ruslan Hunchak      |
| 9   | Azerbaidjan | A       | Elșən Məmmədov      |
| 11  | Azerbaidjan | F       | Rüstəm Məmmədov     |
| 12  | Azerbaidjan | P       | Fuad Əhmədov        |
| 14  | Ucraina     | A       | Serhiy Artiukh      |
| 15  | Azerbaidjan | M       | Tural Cəlilov       |
| 17  | Georgia     | M       | Kakhaber Chkhetiani |

| Nr. |             | Poziție | Jucător              |
| --- | ----------- | ------- | -------------------- |
| 18  | Georgia     | M       | David Bolkvadze      |
| 19  | Ucraina     | M       | Yuri Bulychev        |
| 21  | Bulgaria    | A       | Nikolay Petrov Valev |
| 23  | Georgia     | M       | Roman Akhalkatsi     |
| 24  | Azerbaidjan | M       | Vüsal Qarayev        |
| 25  | Azerbaidjan | M       | Ramil Sayadov        |
| 27  | Belarus     | A       | Andrey Sherakow      |
| 28  | Azerbaidjan | M       | Samir Abdulov        |
| 32  | Ucraina     | F       | Andriy Sokolenko     |
| 33  | Azerbaidjan | A       | Daniel Akhtyamov     |
| 44  | Azerbaidjan | P       | Rauf Mehdiyev        |
| 77  | Ucraina     | P       | Vitaliy Postranskyi  |
| 88  | Azerbaidjan | M       | Camal Məmmədov       |

 Jucători la echipa națională